# Metalizer
Metalizer — четвертий альбом шведського павер-метал гурту Sabaton, який був записаний як дебютний ще в 2002 році. Перший лейбл групи, Underground Symphony, відкладав його випуск до продажу прав лейблу Black Lodge в 2005.
Перший альбом групи, демо-компіляція Fist for Fight включений як бонус диск з раніше невиданими треками. Більшість треків на першому диску — повторні записи з цього випуску.

## Список композицій[2]

### Диск 1
1. «Hellrider» — 3:42
2. «Thundergods» — 3:47
3. «Metalizer» — 4:06
4. «Shadows» (про Назґулів з твору «Володар перснів») — 3:28
5. «Burn Your Crosses» (про Відродження) — 5:09
6. «7734» — 3:41
7. «Endless Nights» — 4:52
8. «Hail to the King» — 3:39
9. «Thunderstorm» — 3:08
10. «Speeder» — 3:45
11. «Masters of the World» — 4:01
12. «Jawbreaker» (бонус на спеціальному виданні альбому; кавер-версія пісні Judas Priest) — 3:22

Re-Armed Edition (2010) бонусні треки:
1. «Jawbreaker» — 3:23
2. «Dream Destroyer» — 3:12
3. «Panzer Battalion (Demo Version)» — 5:01
4. «Hellrider (Live In Västerås 2006)» — 4:25

### Диск 2
1. «Introduction» — 0:50
2. «Hellrider» — 3:48
3. «Endless Nights» — 4:49
4. «Metalizer» — 4:25
5. «Burn Your Crosses» — 5:23
6. «The Hammer Has Fallen» — 5:50
7. «Hail to the King» — 4:08
8. «Shadows» — 3:33
9. «Thunderstorm» — 3:10
10. «Masters of the World» — 4:00
11. «Guten Nacht» — 1:53
12. «Birds of War» (Previously unreleased) — 4:52

## Виконавці
- Joakim Brodén — вокал, клавішні;
- Rickard Sundén — гітара;
- Oskar Montelius — гітара;
- Pär Sundström — бас;
- Daniel Mullback — ударні.